# 十棘下美鮨
十棘下美鮨，為輻鰭魚綱鱸形目鱸亞目鮨科的其中一種，分布於中東太平洋區，從加利福尼亞灣至秘魯海域，棲息深度可達55公尺，體長可達125公分，為底棲性魚類，屬肉食性，可做為食用魚。

## 擴展閱讀
維基物種上的相關：十棘下美鮨